# Style
«Style» (с англ. — «Стиль») — песня американской певицы Тейлор Свифт из её пятого студийного альбома 1989, вышедшего в 2014 году. Поп-рок песня была написана Свифт и её продюсерами Макс Мартином, Шеллбэком и Али Паями.
Песня «Style» была выпущена на радиостанциях в качестве третьего сингла альбома 9 февраля 2015 года компанией Republic Records в партнерстве с Big Machine. В музыкальном плане песня сочетает в себе фанк-поп, поп-рок и синти-поп с использованием тяжелых синтезаторов, реверберации вокала и диско-грува. Текст песни рассказывает о нездоровых отношениях, из которых пара не может выбраться, потому что они никогда «не выходят из моды» («out of style»).
Песня получила положительные отзывы критиков, многие из которых посчитали её изюминкой альбома. Песня была номинирована на премию APRA Music Awards в категории «Международная работа года» и попала в списки лучших песен года по версии Pitchfork (2014) и Pazz & Jop (2015). В США песня «Style» заняла шестую строчку в Billboard Hot 100, став третьим подряд синглом альбома 1989, вошедшим в первую десятку Hot 100. Он был сертифицирован как трижды платиновый (Американской ассоциацией звукозаписывающих компаний (RIAA). Песня «Style» также вошла в первую десятку чартов и получила мультиплатиновую сертификацию в Австралии и Канаде.
Режиссёр Кайл Ньюман снял клип на песню с участием актёра Доминика Шервуда в роли любовника Свифт. Клип, премьера которого состоялась 13 февраля 2015 года, отличался более мрачной и абстрактной атмосферой по сравнению с клипами на предыдущие синглы 1989 года «Shake It Off» и «Blank Space». Свифт включила песню «Style» в регулярные сет-листы трёх своих мировых туров: 1989 World Tour (2015), Reputation Stadium Tour (2018) и Eras Tour (2023).

## История
Тейлор Свифт рассказала, что на песню её вдохновил телеведущий Райан Сикрест во время интервью на iHeartRadio/KIIS FM в октябре 2014. В январе 2015 года лейбл Republic Records официально анонсировал «Style» в качестве третьего сингла Свифт с диска 1989, обозначив дату релиза на 9 февраля 2015 года.

## Отзывы
Песня «Style» получила положительные отзывы от музыкальных критиков. Китти Эмпайр из The Observer назвала песню «проницательной», которая «удовлетворяет на каждом уровне». Кори Бисли из PopMatters был впечатлён отходом Свифт от кантри к новым стилям, которые «подходят ей, как кожаная перчатка с кашемировой подкладкой», и назвал песню «безупречной». Бенджамин Боулз из Now выбрал «Style» в качестве изюминки альбома. Автор Houston Chronicle Джоуи Герра назвал песню «убедительной». Микаэль Вуд из Los Angeles Times также назвал трек выделяющимся в альбоме за его «чувственную» атмосферу. Роберт Лидхэм из Drowned in Sound оценил тему трека о праздновании прошлых отношений и принятии позитива вместо традиционной для Свифт «[игры] жертвы».
Критик The New York Times Джон Караманика назвал «Style» «высшей точкой» 1989, которая воплощает «дикую, язвительную и острую» зрелость Свифт по сравнению с её предыдущими альбомами. Он похвалил «Style» за демонстрацию «чистейшего песенного почерка Свифт», вызвавшего «миры эмоций», несмотря на использование общей структуры песни. Энди Гилл из The Independent описал тему песни как «пикантность», а её музыкальное направление как «отчаянно инклюзивные электропоп-грувы и клише корпоративных бунтарей». Алли Вольпе из The Philadelphia Inquirer оценила текст песни как «поверхностный», но похвалила её звучание как «любимое в альбоме». Саша Геффен из Consequence of Sound похвалила музыкальные стили песни, но раскритиковала её тему общепринятых стандартов красоты «белых людей» как клише, которое портит «привлекательность девушки с соседней улицы» Свифт в альбоме.
Pitchfork назвало «Style» 50-й лучшей песней 2014 года. От имени издания Джордан Сарджент отметил, что в то время как текст песни использовал «знакомые тропы западной романтики» Свифт на предыдущих релизах, инструментарий, а также «напряженный и сдержанный» вокал Свифт сигнализировали о её трансформации в музыке и имидже. Песня заняла 24 место в опросе Pazz & Jop 2015 года, ежегодном опросе массовых критиков, проводимом The Village Voice. На церемонии вручения премии BMI 2016 года песня вошла в число песен-лауреатов, принесших Свифт звание лучшего автора песен года. «Style» также получила номинацию на звание лучшей международной работы года на церемонии APRA Music Awards 2016 года. В 2020 году Ханна Майлреа из NME включила песню в число 10 лучших песен Свифт, назвав её «Свифт в её лучшем исполнении». В 2021 году критики Clash назвали «Style» одной из 15 лучших песен Свифт.

## Коммерческий успех
Сингл дебютировал в Billboard Hot 100 на 60-м месте, вслед за хорошими продажами альбома 1989, хотя неделю спустя спустился в чарте. Однако, после живого выступления на шоу 2014 Victoria’s Secret Fashion Show в декабре 2014 года, сингл снова вошёл в хит-парад под № 75 в неделю, оканчивающуюся на 18 декабря, с тиражом 48,000 копий. 13 февраля 2015 года песня достигла № 18 в Hot 100, а также 9-го места в чарте Radio Songs и 7-го места в Digital Songs top-10 (92,000 загрузок).
«Style» стал для Свифт её 17-м хитом в top 10 (Hot 100), что позволило ей поделить с Аретой Франклин 6-е место среди певиц по наибольшему числу синглов, вошедших в десятку лучших в США за всю 56-летнюю историю. Среди лидеров по этому показателю Мадонна (38 синглов в top 10), Мэрайя Кэри (27), Джанет Джексон (27), Рианна (26) и Уитни Хьюстон (23).
К ноябрю 2017 года тираж «Style» составил 2,2 млн цифровых копий в США.

## Музыкальное видео
Музыкальное видео снял американский режиссёр и продюсер Кайл Ньюман. Съёмки которого проходили в Лос-Анджелесе в течение четырёх дней летом 2014 года. До его выхода Свифт разместила несколько тизерных изображений и коротких клипов из клипа на своих аккаунтах в социальных сетях. Она планировала премьеру клипа на телеканале Good Morning America утром 13 февраля 2015 года, но канадский музыкальный канал Much выпустил его в полночь. В тот же день Свифт загрузила видео на свой аккаунт на Vevo. В клипе английский актёр Доминик Шервуд играет любовника Свифт. Свифт связалась с ним по текстовому сообщению примерно за месяц до съёмок; они знали друг о друге через общих друзей. К моменту работы над клипом Шервуд закончил работу над фильмом «Take Down», который позже был переименован в «Billionaire Ransom» (вышел в 2016 году).
В клипе нет чёткого повествования, но присутствуют разрозненные воспоминания Свифт и её возлюбленного на берегу моря, в лесу и во время поездки на машине. В некоторых моментах разбитое зеркало, через которое Свифт и её возлюбленный видят друг друга, символизирует воспоминания о прошлых отношениях, которые сохраняются. Публикации в СМИ отметили и высоко оценили более тёмную, абстрактную и чувственную атмосферу клипа по сравнению с клипами на «Shake It Off» и «Blank Space» (предыдущие синглы того же альбома). Келси Маккинни из Vox отметила, что Свифт проявила свою сексуальность, используя «чувственные образы» прикосновений к себе, что продемонстрировало её зрелость как артиста. Эмили Линднер из MTV назвала видео «зрелым, со вкусом и … сексуальным». Спенс Корнхабер из The Atlantic, между тем, отметил, что Свифт выразила свою сексуальность в более консервативной манере по сравнению со своими современницами, что отличает её от «попсовой одержимости женскими телами». Автор InStyle Хейли Спенсер назвала это видео «самым кинематографичным видео Свифт на сегодняшний день».
По состоянию на март 2023 года клип имел более 700 миллионов просмотров на YouTube.

## Чарты
| Чарт (2014—15)                             | Высшая позиция |
| ------------------------------------------ | -------------- |
| Австралия (ARIA)                           | 8              |
| Австрия (Ö3 Austria Top 40)                | 28             |
| Бельгия/Фландрия (Ultratip Bubbling Under) | 4              |
| Бельгия/Валлония (Ultratip Bubbling Under) | 6              |
| Бразилия (Billboard Hot 100)               | 98             |
| Канада (Billboard Canadian Hot 100)        | 6              |
| Канада (Billboard AC)                      | 1              |
| Канада (Billboard CHR/Top 40)              | 1              |
| Канада (Billboard Hot AC)                  | 1              |
| Чехия (Rádio — Top 100)                    | 11             |
| Франция (SNEP)                             | 85             |
| Германия (GfK)                             | 76             |
| Венгрия (Rádiós Top 40)                    | 31             |
| Венгрия (Single Top 40)                    | 18             |
| Ирландия (IRMA)                            | 38             |
| Япония (Billboard Japan Hot 100)           | 53             |
| Нидерланды (Dutch Top 40)                  | 22             |
| Новая Зеландия (Recorded Music NZ)         | 11             |
| Польша (Polish Airplay Top 100)            | 13             |
| Шотландия (OCC Scotland)                   | 9              |
| Словакия (Rádio — Top 100)                 | 18             |
| Slovenia (SloTop50)                        | 23             |
| ЮАР (EMA)                                  | 1              |
| Испания (PROMUSICAE)                       | 47             |
| Великобритания (OCC UK Singles)            | 21             |
| США (Billboard Hot 100)                    | 6              |
| США (Billboard Adult Contemporary)         | 1              |
| США (Billboard Adult Pop Airplay)          | 1              |
| США (Billboard Dance/Mix Show Airplay)     | 6              |
| США (Billboard Dance Club Songs)           | 44             |
| США (Billboard Pop Airplay)                | 1              |
| США (Billboard Rhythmic)                   | 21             |

| Чарт (2015)                           | Позиция |
| ------------------------------------- | ------- |
| Австралия (ARIA)                      | 31      |
| Канада (Canadian Hot 100)             | 26      |
| США, Billboard Hot 100                | 29      |
| США, Adult Contemporary (Billboard)   | 3       |
| США, Adult Top 40 (Billboard)         | 8       |
| США, Dance/Mix Show Songs (Billboard) | 35      |
| США, Mainstream Top 40 (Billboard)    | 12      |

| Чарт (2016)                         | Позиция |
| ----------------------------------- | ------- |
| США, Adult Contemporary (Billboard) | 33      |

## Сертификации
| Регион | Сертификация  | Продажи   |
| --- | ------------- | --------- |
| Австралия (ARIA) | 2× Платиновый | 140 000^  |
| Канада (Music Canada) | 3× Платиновый | 240 000*  |
| Новая Зеландия (RMNZ) | 3× Платиновый | 90 000    |
| Великобритания (BPI) | Золотой       | 400 000   |
| США (RIAA) | 3× Платиновый | 2,200,000 |
| * Данные о продажах приведены только на основе сертификации. · ^ Данные о тиражах приведены только на основе сертификации. · Данные о продажах + прослушиваниях приведены только на основе сертификации. |               |           |

## История релиза
| Регион | Дата            | Формат                 | Лейбл                | Ссылки |
| ------ | --------------- | ---------------------- | -------------------- | ------ |
| США    | 9 февраля 2015  | Hot adult contemporary | Big Machine Republic | [ 5 ]  |
| США    | 10 февраля 2015 | Contemporary hit radio | Big Machine Republic | [ 88 ] |
| США    | 10 февраля 2015 | Rhythmic contemporary  | Big Machine Republic | [ 89 ] |

## Style (Taylor’s Version)
Перезаписанная версия песни «Style», получившая название «Style (Taylor’s Version)», была выпущена 27 октября 2023 года в составе четвёртого перезаписанного альбома Свифт 1989 (Taylor’s Version). Песня является частью перезаписанной музыки Свифт после спора о праве собственности на мастера ее старой дискографии.

### Чарты
| Чарт (2023)                               | Высшая позиция |
| ----------------------------------------- | -------------- |
| Австралия (ARIA)                          | 7              |
| Литва (AGATA)                             | 74             |
| Новая Зеландия (Recorded Music NZ)        | 8              |
| Швеция (Sverigetopplistan)                | 54             |
| Великобритания (OCC UK Singles Downloads) | 29             |
| Великобритания ( UK Singles Sales, OCC)   | 34             |
| Великобритания ( UK Streaming, OCC)       | 10             |